# Сьюдад-дес-Платос
Сьюда́д-дес-Пла́тос (ісп. Ciudad del Plata) — місто у південній частині Уругваю, на сході департаменту Сан-Хосе.

## Географія
Місто розташоване за 22 км на захід від столиці країни, міста Монтевідео. Річка Санта-Лусія протікає уздовж північного і східного кордону міста, а естуарій Ла-Плата омиває місто на півдні. Сьюдад-дес-Платос пересікає національне шосе № 1. Важливий промисловий центр.

## Історія
Законодавчою постановою Nº 18.052 від 25 жовтня 2006 «територія, що обмежена річками Санта-Лусія, Ла-Плата та 35 км національного шосе № 1» отримала статус міста з назвою Сьюдад-дес-Плата, об’єднавши населенні пункти Дельта-дель-Тігре-і-Вільяс, Плайя-Паскаль, Парке-Постель, Монте-Гранде та Санта-Моніка.

## Населення
Населення міста згідно даних 2011 складає 31 145 людей .
| Рік  | Населення |
| ---- | --------- |
| 1963 | 3854      |
| 1975 | 11 124    |
| 1985 | 13 512    |
| 1996 | 20 712    |
| 2004 | 26 582    |
| 2011 | 31 145    |

Джерело: Instituto Nacional de Estadística de Uruguay